# 5e régiment (prussien) d'infanterie (Reichswehr)
Pour les articles homonymes, voir 5e régiment.
Le 5e régiment (prussien) d'infanterie est un régiment de la Reichswehr.

## Histoire
Le régiment est formé le 1er janvier 1921 à partir des 3e, 6e et 115e régiments d'infanterie de la Reichswehr ainsi que du 4e régiment de tirailleurs de la Reichswehr de l'armée de transition. Le 29 mai 1922, le régiment reçoit la désignation « prussien » en plus de son nom.
Au cours de l'expansion de la Reichswehr, le régiment est divisé en 1934 dans la première vague de formation et forme le régiment d'infanterie Stettin et le régiment d'infanterie Rostock.

### Garnisons
- Stettin : état-major régimentaire, 1er bataillon et 13e compagnie (MW)
- Prenzlau : 2e bataillon avec état-major, 7e et 8e compagnies
- Angermünde : 2e bataillon, 5e et 6e compagnies
- Rostock : 3e bataillon
- Greifswald : bataillon d'entraînement

### Commandants
| Nr. | Nom                                        | Début            | Fin               |
| --- | ------------------------------------------ | ---------------- | ----------------- |
| 1.  | Oberst Hans Tieschowitz von Tieschowa (de) | 1er janvier 1921 | 31 décembre 1922  |
| 2.  | Oberst Leopold Heisterman von Ziehlberg    | 1er janvier 1923 | 30 avril 1925     |
| 3.  | Oberst Horst Kuhlwein von Rathenow         | 1er mai 1925     | 1928              |
| 4.  | Oberst/Generalmajor Curt Liebmann          | 1er mars 1928    | 28 février 1930   |
| 5.  | Oberst Max Noack                           | 1er mars 1930    | 31 janvier 1931   |
| 6.  | Oberst Curt von Einem (de)                 | 1er février 1931 | 30 septembre 1932 |
| 7.  | Oberst Max von Viebahn (de)                | 1er octobre 1932 | 30 septembre 1934 |
| 8.  | Oberst Friedrich-Wilhelm von Chappuis      | 1er octobre 1934 | 1er mars 1938     |

## Organisation

### Affiliation
Le régiment est subordonné au 2e commandant d'infanterie de la 2e division à Schwerin.

### Structure
En plus de l'état-major du régiment, le régiment se compose d'un escadron des transmissions
1er bataillon avec quartier général et escadron des transmissions, issu du 3e régiment d'infanterie de la Reichswehr,
2e bataillon avec quartier général et escadron des transmissions, issu du 115e régiment d'infanterie de la Reichswehr,
3e bataillon avec quartier général et escadron des transmissions, issu du 4e régiment de tirailleurs de la Reichswehr et du 3e régiment d'infanterie de la Reichswehr,
Bataillon supplémentaire, à partir du 23 mars 1921 Bataillon d'entraînement, issu du 6e régiment d'infanterie de la Reichswehr.
Chaque bataillon de campagne est divisé en trois compagnies, chacune avec trois officiers et 161 sous-officiers et hommes (3/161) et une compagnie de mitrailleuses (4/126). Au total, un bataillon est composé de 18 officiers et fonctionnaires (dont des médecins) et de 658 hommes.

## Armement et équipement

### Armement principal
Les tirailleurs sont armés de la carabine K98a. Chaque peloton possède une mitrailleuse légère 08/15.
Dans chacune des compagnies MG, le 1er peloton est composé de trois groupes avec trois mitrailleuses lourdes MG 08 sur affût, tiré par quatre chevaux, et les 2e au 4e pelotons sont composés de trois groupes avec trois mitrailleuses lourdes MG 08 sur affût, tiré par deux chevaux.
Les armes les plus lourdes du régiment sont les mortiers de la 13e compagnie. Le 1er peloton est équipé de deux lanceurs moyens de 17 cm, tirés par quatre chevaux, les 2e et 3e pelotons avec trois lanceurs légers de 7,6 cm, entraînés par paires.

## Divers

### Reprise de la tradition
Le régiment reprend la tradition des anciens régiments en 1921.
- 1er et 2e compagnies : 2e régiment de grenadiers
- 2e, 3e et 4e compagnies : 34e régiment de fusiliers
- 5e compagnie : 3e régiment de grenadiers de la Garde
- 6e compagnie : 5e régiment à pied de la Garde (de)
- 7e et 8e compagnies : Régiment de fusiliers de la Garde
- 9e compagnie : 62e régiment d'infanterie
- 10e compagnie : 5e régiment de grenadiers
- 11e compagnie : 49e régiment d'infanterie
- 12e compagnie : 42e régiment d'infanterie
- 13e compagnie : Armée de l'air prussienne
- 14e et 16e compagnies : 24e régiment d'infanterie
- 15e compagnie : 176e régiment d'infanterie